# 傑爾·伯恩斯
傑爾·伯恩斯（1954年10月15日—）是美國的一位演員。他出生在麻薩諸塞州劍橋。伯恩斯出演過的主要作品有電視劇火線警探。